# Кес (фильм)
«Кес» (англ. Kes) — художественный фильм британского режиссёра Кена Лоуча, снятый по роману Барри Хайнса «Пустельга для отрока» в 1969 году.

## Сюжет
Слоган фильма: «Они избили его. Они забросили его. Они высмеяли его. Они разбили его сердце. Но они не могли сломить его дух».
Билли Каспер — школьник, живущий с матерью и старшим братом в одном из небольших шахтёрских городков Великобритании. В его обыденной жизни произошла значительная перемена — мальчик взял домой сокола, найденного на соседней ферме.
Обнаружив в книге руководство по обучению ловчих птиц, он через некоторое время достиг значительных успехов — отпущенный на волю хищник стал возвращаться по его команде, садился на руку и послушно ел заранее припасённое лакомство.
Птица была названа Кес и вскоре стала настоящим другом для обделённого вниманием Билли. Проводя свободное время со своим питомцем, он забывал о неприятностях, которые ежедневно наваливались на его плечи: школьная муштра, работа за гроши, сложности в семейных отношениях — всё забывалось, когда они с соколом приходили на свой любимый пустырь.
Старший брат Билли после школы пошёл работать на шахту. Тяжёлая работа сделала его ещё более чёрствым и раздражительным. Для него стало привычным ежедневно ругаться по любому пустяку с домашними. Поэтому Джад был просто взбешён, когда Билли не выполнил его поручение и не сделал выигрышную ставку в день скачек. Жертвой его ярости стал Кес, которому он в отместку свернул шею.

## В ролях
- Дэвид Брэдли (англ.) — Билли
- Фредди Флетчер — Джад
- Линни Перри — миссис Каспер
- Колин Велланд — мистер Фартинг
- Брайан Гловер — мистер Сагден
- Боб Боус — мистер Грайс
- Бернард Ата — специалист по занятости молодёжи

## Художественные особенности
Режиссёр фильма отмечает: «<…> стиль фильма „Кес“ возник в результате просмотра чешских кинолент, заставивших меня увидеть поверхностность некоторых наших замыслов. Снимал „Кес“ Крис Менгес. <…> Крису работа доставила удовольствие, поскольку подтвердились его идеи насчет того, как снимать свет, какие линзы лучше использовать, как уловить и запечатлеть действие. Мы много говорили на эту тему и решили, что не стоит всю работу взваливать на камеру, лучше постараться придать наибольшую правдивость и реалистичность тому, что расположено перед камерой. Задача же камеры — зафиксировать всё это и не вмешиваться, ни в коем случае не заниматься украшательством. Так что, приступая к „Кесу“, мы совершенно сознательно отказались от документальной, следящей манеры съемки и избрали более задумчивый, созерцательный стиль при выигрышном освещении».

## Награды и номинации
Фильм занимает седьмое место в списке ста лучших британских фильмов по результатам опроса, проведённого Британским институтом кино, и третье место в списке 10 лучших фильмов, которые нужно посмотреть до 14-и лет, составленном в рамках акции Watch This! в кинотеатре Barbican 13 июля 2005 года.
- 1970 — Приз «Хрустальный глобус» Международного кинофестиваля в Карловых Варах (Кен Лоуч)[6].
- 1971 — Две премии BAFTA[7]: лучший актёр второго плана (Колин Велланд) и лучший дебютант в главной роли (Дэвид Бредли), а также 4 номинации: лучший фильм, лучший режиссёр (Кен Лоуч), лучший сценарий (Барри Хайнс, Кен Лоуч, Тони Гарнетт), приз ООН.
- 1971 — Премия Гильдии британских писателей за лучший британский сценарий (Барри Хайнс, Кен Лоуч, Тони Гарнет)[7].
- 1971 — Топ-10 лучших фильмов по версии Национального совета кинокритиков США.